# Astronomia dell'ultravioletto

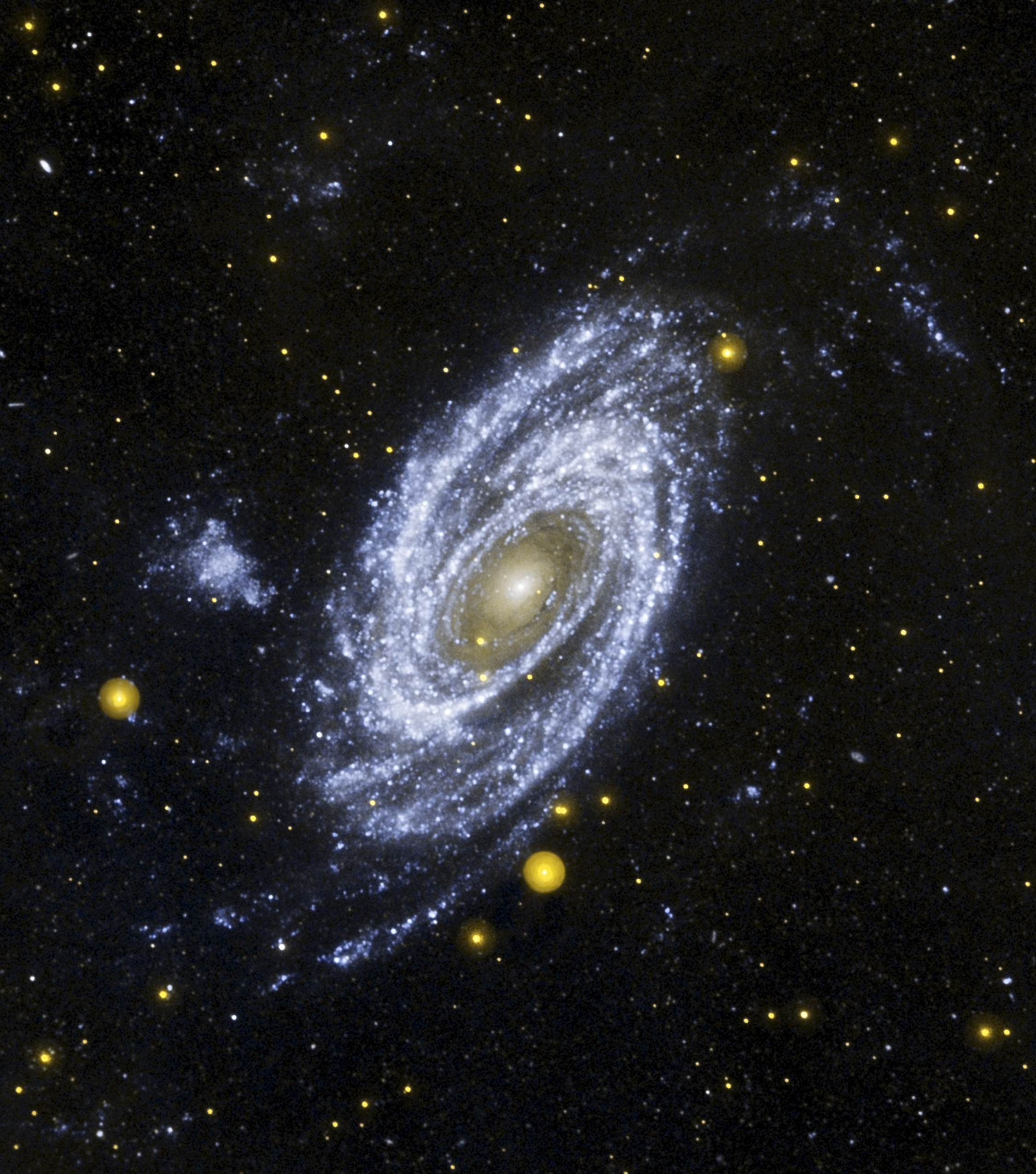
La galassia spirale M81 agli ultravioletti. GALEX/NASA/JPL-Caltech.

La locuzione astronomia dell'ultravioletto si riferisce generalmente alle osservazioni condotte alle lunghezze d'onda dello spettro elettromagnetico comprese tra 10 e 320 nm: gli ultravioletti. Poiché la radiazione a tali lunghezze d'onda viene assorbita quasi completamente dallo strato di ozono dell'atmosfera terrestre, l'osservazione negli ultravioletti  viene eseguita o dall'atmosfera superiore o dallo spazio esterno, tramite l'uso di telescopi orbitanti attorno al nostro pianeta.
Le osservazioni negli ultravioletti consentono di determinare composizione chimica, densità e temperature del mezzo interstellare e delle giovani stelle, molto calde; inoltre dà informazioni essenziali in merito all'evoluzione delle galassie.
L'universo osservato nell'ultravioletto è abbastanza differente da quello familiarmente osservato nel visibile.
Gran parte delle stelle sono in realtà degli oggetti relativamente freddi, che emettono gran parte della propria radiazione elettromagnetica nel visibile. La radiazione ultravioletta è invece tipica di oggetti molto più caldi, tipicamente nelle fasi iniziali e terminali della loro evoluzione.
I principali telescopi negli UV sono stati sino ad ora il Telescopio spaziale Hubble ed il FUSE, anche se sono stati lanciati altri strumenti per l'osservazione UV tramite razzi sonda e lo Space Shuttle.

## Storia
La prima osservazione spaziale nell'ultravioletto venne effettuata nel 1946 mediante un razzo sonda ed ebbe come obiettivo il Sole. Nel 1955 fu scoperta la prima sorgente ultravioletta extrasolare nella costellazione della Vela. Negli anni sessanta fu sviluppata la spettroscopia ultravioletta, mediante l'uso prima di particolari emulsioni fotografiche e poi di speciali camere a vuoto; con la spettroscopia da terra non erano però rilevabili gli ultravioletti di lunghezza d'onda inferiore ai 300 nm. L'astronomia ultravioletta fece un salto di qualità a partire dal 1968 con il lancio del satellite OAO-2.

## Telescopi spaziali negli UV
- Orbiting Astronomical Observatory
- Astronomische Nederlandse Satelliet
- International Ultraviolet Explorer
- Astron-1
- Hubble Space Telescope
- FUSE
- GALEX
- Swift Gamma Ray Burst Explorer
- Extreme ultraviolet Imaging Telescope
- Public Telescope (PST)[4][5][6][7]